# Мотель Бейтсів (телесеріал)
«Мотель Бейтсів» (англ. Bates Motel) — американська телевізійна драма з елементами трилеру, прем'єра якої відбулася 2013-2017 року на каналі A&E. Автор ідеї — Карлтон К'юз, Керрі Ерін та Ентоні Кипріано. Шоу знято за мотивами культового фільму Альфреда Гічкока «Психо» 1960 року й розповідає про життя Нормана Бейтса та його матері Норми до подій, відомих з першого фільму та роману Роберта Блоха.
8 квітня 2013 завдяки «сильним рейтингам» та позитивним відгукам року канал A&E продовжив зйомку серіалу на другий сезон. Нові серії вийшли в ефір 2014 року, а зйомки розпочалися влітку 2013 в канадському містечкові Альдеґров (провінція Британська Колумбія). 15 червня 2015 року A&E продовжив зйомку серіалу відразу на два сезони 4 та 5, які вийшли 2016 та 2017 відповідно, зйомки розпочалися восени 2015 року. Фінальний 5 сезон «Мотель Бейтсів» стартував 20 лютого 2017 на A&E, о 22:00, останній епізод вийшов 24 квітня 2017 року.

## Сюжет
Серіал є передісторією фільму Гічкока, але його події перенесено в наші дні. Після смерті чоловіка Норма Бейтс переїжджає зі своїм сином-підлітком Норманом до тихого містечка під назвою «Вайт-Пайн Бей» в Орегоні, де вона купує невеличкий мотель та будиночок, які раніше належали родині Саммерс. Наступного дня Кіт Саммерс, який втратив родинне гніздо, приходить до Бейтсів, погрожуючи Нормі в будь-який спосіб вигнати її з дому. Того ж вечора Кіт вривається в будинок та ґвалтує Норму. Коли додому повертається Норман, вони з матір'ю обеззброюють нападника, але коли Норман іде по аптечку, Норма вбиває Кіта. Позбавившися тіла, матір з сином змушені оберігати темну таємницю, а це є не так вже й легко під прискіпливим поглядом місцевого шерифа Алекса Ромеро та його помічника Зака Шелбі, з яким в Норми починається роман. Незабаром Бейтси розуміють, що мотель зберігає власні таємниці, як й маленьке містечко: миле ззовні й гниле зсередини.

## В ролях

### Основний склад
- Віра Фарміґа — Норма Бейтс[12]

- Фредді Гаймор — Норман Бейтс[13]

- Макс Тіріот — Ділан Массетт[14]

- Олівія Кук — Емма Декоді[15]

- Нікола Пельтц — Бредлі Мартін[16]

- Нестор Карбонелл — Шериф Алекс Ромеро[17]

### Другорядні персонажі
1 сезон:
- Майк Фоґель — Помічник шерифа Зак Шелбі[17]

- Кіґан Коннор Трейсі — Місс Вотсон[18]

- Річард Гармон — Річард Слаймор[19]

- Вільям Йорл Браун — Кіт Саммерс[20]

- Террі Чен — Ітан Чанґ

- Єн Гарт — Вілл Декоді

- Ґір Бьорнс — Джек Абернаті

- Вінсент Ґейл — Ґілл

- Бріттні Вілсон — Ліза[21]

- Єн Трейсі — Ремо Воллес

- Джилліан Фарджей — Меґґі Саммерс

- Хіро Канаґаваас — Лікар Курата

- Девід Чабітт — Джон Бейтс

- Даяна Бенґ — Джиао

Сезон 2:
- Ребекка Крескофф — Крістін[22]
- Майкл Вартан — Джордж[23]
- Кенні Джонсон — Калеб[24]
- Кетлін Робертсон — Джоді
- Майкл Еклунд — Зейн Морган-Карпентер
- Палома Квятовськи — Коді Бреннан
- Майкл О'Ніл — Нік Форд
- Майкл Ікланд — Зейн Карпентер
- Кінан Трейсі — Ґаннер
- Алайя О'Браєн — Реджина
- Аґам Дарши — Помічник шерифа Петті Лін
- Майкл Роджерс — Джиммі Бреннан

## Історія створення

### Виробництво
Боси каналу «A&E» замовили 10-епізодний сезон навіть не побачивши пілот. Прем'єра серіалу відбулась 18 березня 2013 року — епізоди будуть виходити в ефір о 22:00. Зйомки відбувались в місті Альдеґров Стівенсон (Річмонд) в Британській Колумбії в Канаді. Декорації мотелю та будинку Бейтсів було заново відбудовано для зйомок серіалу.
8 квітня 2013 року шоу було продовжено на другий сезон, який також буде складатись з 10 епізодів — вони вийдуть в ефір 2014 року. Головні зйомки другого сезону відбувалися з липня по листопад 2013 року в Ванкувері.

### Сценарій
Події серіалу відбуваються в наші дні, не зважаючи на те, що серіал є передісторією фільму «Психо», який вийшов 1960 року. На сьогодні відомо, що з персонажів оригінальної серії фільмів в телевізійному шоу з'являться Норман Бейтс та Норма Бейтс — матір та син стали головними героями телесеріалу.
К'юз зізнався, що драматичний серіал «Твін Пікс» став головним джерелом натхнення для написання сценарію: «Ми почерпнули з цього шоу все, що лише змогли… Якщо хочете витягнути з нас зізнання — отримуйте. Я обожнюю це шоу. Вони зняли усього 30 серій, але ми з Керрі [Ерін] вважаємо, що не вистачає ще штук 70».

### Кастинг
Номінантка на премію «Оскар», актриса Віра Фарміґа, виконавиця ролі Норми Бейтс, владної матері хлопчика-підлітка, Нормана Бейтса у виконанні Фредді Гаймора. Максові Тіріотові дісталась роль Ділана, старшого сина Норми. Майкл Фоґель, відомий за ролями в драматичних серіалах «Лікарня Маямі» та «Пен Американ», зіграв роль помічника шерифа Зака Шелбі, який оберігає темний секрет, а Несторові Карбонеллу (Річард Алперт з серіалу «Залишитися в живих») дісталася роль підозрілого шерифа Ромеро.

### Промо-кампанія
Серіал просувався під слоганом «Найкращий друг хлопчика — його матір» (англ. A Boy's Best Friend Is His Mother). До прем'єри було випущено 6 тізер-роликів: «Дівчина» («The Girl»), «Нога» («Feet»), «Рука» («Hand»), «Дихай» («Breathe»), «Вечірка» («Dance Party») та «Материна любов» («Motherly Love»), до того ж постери, які ілюструють ці рекламні відео. Крім того, на офіційному сайті було створено розділ відео-туру мотелем Бейтсів («Inside Bates Motel»), який, за словами творців, «має допомогти відчути атмосферу серіалу», а в різних номерах можна знайти посилання на короткі фрагменти з майбутніх серій.
Разом з тим, на офіційному сайті серіалу відкрито блог однієї з героїнь серіалу, однокласниці Нормана, Емми — перший запис було зроблено 3 березня, більше двох тижнів до прем'єри шоу в США. Нові повідомлення з'являються декілька разів на тиждень.
30 березня 2013 року в продаж онлайн-магазина iTunes поступила повна версія записника, який знайшов Норман в номері 4. Електронну версію написано китайською мовою з вбудованою можливістю перекладу англійською. Автор малюнків — художниця Емма Віачелі.
В квітні на офіційному сайті каналу на сторінці серіалу з'явилось ще одне посилання. Це посилання на офіційний сайт мотелю Норми Бейтс — BatesMotelOregon.Com.
3 березня 2014 року одразу по виході першого епізоду другого сезону на каналі A&E відбулась прем'єра ток-шоу «Мотель Бейтса: Післямова» («Bates Motel: After Hours»). Другий епізод ток-шоу вийшов одразу після фіналу другого сезону серіалу. Зйомки ток-шоу відбувалися в Н'ю-Йоркові.
| Випуск | Гості | Ведучий     | Час та тривалість | Прем'єра       | Кіль-ть глядачів (в млн) |
| ------ | --- | ----------- | ----------------- | -------------- | ------------------------ |
| 1      | Автори Карлтон К'юз та Керрі Ерін, а також Віра Фарміґа, Макс Тіріот та Фредді Гаймор на супутниковому зв'язкові.                               | Керрі Кіґан | 23:00 (30 хв.)    | 3 березня 2014 | Буде визначено           |
| 2      | Автори Карлтон К'юз та Керрі Ерін, а також Віра Фарміґа, Макс Тіріот, Олівія Кук, Нестор Карбонелл та Фредді Гаймор на супутниковому зв'язкові. | Дейв Голмс  | 21:00 (30 хв.)    | 5 травня 2014  | Буде визначено           |

## Епізоди
| Сезон | Сезон | Кіль-ть епізодів | Дата виходу     | Дата виходу    | Реліз на DVD та Blu-ray | Реліз на DVD та Blu-ray | Реліз на DVD та Blu-ray |
| Сезон | Сезон | Кіль-ть епізодів | Прем'єра        | Фінал          | Регіон 1                | Регіон 2                | Регіон 4                |
| ----- | ----- | ---------------- | --------------- | -------------- | ----------------------- | ----------------------- | ----------------------- |
|       | 1     | 10               | 18 березня 2013 | 20 травня 2013 | 17 вересня 2013         | 3 лютого 2013           | TBA                     |
|       | 2     | 10               | 3 березня 2014  | 5 травня 2014  | TBA                     | TBA                     | TBA                     |
|       | 3     | 10               | 9 березня 2015  | 11 травня 2015 | TBA                     | TBA                     | TBA                     |
|       | 4     | 10               | 7 березня 2016  | 16 травня 2016 | TBA                     | TBA                     | TBA                     |
|       | 5     | 10               | 20 лютого 2017  | 24 квітня 2017 |                         |                         |                         |

## Відсилання

### Психо
- У фільмах серії «Психо» можна помітити декілька опудал тварин — захоплення Нормана таксидермією стає центральним сюжетом в одному з епізодів серіалу, а також є головною темою промо-тизера другого сезону шоу.

- На початкові пілотного епізоду Норман спить під телевізор — герой фільму говорить, що можливо «він проведе все своє життя з матір'ю» — це відсилання й до того факту, що Норман зберігав тіло матері в будинкові, а також страждав на роздвоєння особистості, однією з яких й була його матір.

### Загублені
Виконавчий продюсер Карлтон К'юз, який також працював над драматичним серіалом «Загублені» каналу ABC, через свою сторінку на Твіттері повідомляє про те, що епізоди «Мотелю Бейтса» містять так звані «пасхальні яйця»:
- Актор Нестор Карбонелл, який виконує роль шерифа Алекса Ромеро, грав роль Річарда Альперта починаючи з третього сезону «Загублених» й до самого кінця.

- В другому епізоді в магазині батька Емми можна помітити опудало білого ведмедя — на них проводили досліди вчені з «Dharma Initiative», а головні герої неодноразово зіштовхувалися з тваринами протягом першого епізоду.

- В третій серії Нормана відвозять до шпиталю Святого Себастьяна. Джек та Крістіан Шепарди були хірургами в цьому шпиталі, а деякі персонажі навіть лікувались в ньому.

- В п'ятому епізоді Норман та Емма знаходять човен Кіта Саммерса на «місці 815». Це відсилання до відомого авіарейсу «Ошеанік 815».

- У восьмій серії Ремо п'є в барі пиво «Dharma Beer». Протягом серіалу «Загублені» персонажі п'ють це пиво.

## Реліз

### Рейтинги
Прем'єрний епізод зібрав рекордну для драматичних серіалів каналу A&E аудиторію — серію подивились 3 мільйони глядачів, а рейтинг склав 1.6 у віковій категорії від 18 до 49.

### Критика
Серіал набрав 65 балів зі ста на сайті Metacritic та, в більшості, отримав позитивні відгуки критиків. В огляді журналу «The New York Daily News» автор зазначив: «В серіалі присутні доволі яскраві сцени насилля, але як й в оригінальному фільмі, все найстрашніше відбувається в наших головах».

### Вихід на відео
| Сезон | Кіль-ть епізодів | Дата виходу     | Доповнення | Примітки |
| ----- | ---------------- | --------------- | --- | -------- |
| 1     | 10               | 17 вересня 2013 | • Видалені сцени • Обговорення серіалу з акторами та авторами на «Paley Center» • Листівки з малюнками з щоденника Джиао. | [ 47 ]   |

### Нагороди
| Рік  | Премія                                                           | Категорія                                                        | Номінант      | Результат  |
| ---- | ---------------------------------------------------------------- | ---------------------------------------------------------------- | ------------- | ---------- |
| 2013 | Critics' Choice Television Awards                                | «Найкраща актриса драматичного серіалу»                          | Віра Фарміґа  | Номінація  |
| 2013 | Pan-American Association Of Film & Television Journalists Awards | «Найкраща актриса в головній ролі драматичного серіалу»          | Віра Фарміґа  | Очікується |
| 2013 | Еммі                                                             | «Видатне виконання головної жіночої ролі в драматичному серіалі» | Віра Фарміґа  | Номінація  |
| 2013 | Television Critics Association Awards                            | «За видатні досягнення в драмі»                                  | Віра Фарміґа  | Номінація  |
| 2014 | Satellite Awards                                                 | «Найкращий актор в драматичному серіалі»                         | Фредді Гаймор | Номінація  |
| 2014 | Satellite Awards                                                 | «Найкраща актриса в драматичному серіалі»                        | Віра Фарміґа  | Номінація  |
| 2014 | IGN Awards                                                       | «Найкраща актриса на телебаченні»                                | Віра Фарміґа  | Номінація  |
| 2014 | IGN Awards                                                       | «Найкращий новий телесеріал»                                     |               | Номінація  |
| 2014 | IGN Awards                                                       | «Найкращий серіал жахів»                                         |               | Номінація  |
| 2014 | Saturn Awards                                                    | «Найкраща телевізійна презентація»                               |               | Очікується |
| 2014 | Saturn Awards                                                    | «Найкращий телевізійний актор»                                   | Фредді Гаймор | Очікується |
| 2014 | Saturn Awards                                                    | «Найкраща телевізійна актриса»                                   | Віра Фарміґа  | Очікується |
| 2015 | Вибір народу                                                     | «Улюблена драма кабельного телебачення»                          |               | Номінація  |
| 2015 | Вибір телевізійних критиків                                      | «Найкраща акторка в драматичному серіалі»                        | Віра Фарміґа  | Номінація  |
| 2015 | Вибір телевізійних критиків                                      | «Найкращий актор в драматичному серіалі»                         | Фредді Гаймор | Номінація  |

### Показ
| Країна          | Канал                            | Прем'єра          | Час              |
| --------------- | -------------------------------- | ----------------- | ---------------- |
| США             | A&E                              | 18 березня 2013   | 21:00            |
| Канада          | A&E                              | 18 березня 2013   | 21:00            |
| Австралія       | Fox8                             | 26 травня 2013    | TBA              |
| Польща          | 13th Street Universal Poland     | 14 квітня 2013    | 21:00            |
| Велика Британія | Universal Channel (UK & Ireland) | TBA               | TBA              |
| Норвегія        | NRK3                             | 10 апреля 2013    | 22.25            |
| Бразилія        | Universal Channel                | 4 липня 2013      | TBA              |
| Ізраїль         | HOT3                             | 9 травня 2013     | Четвер, 20:15    |
| Україна         | НЛО TV                           | 18 листопада 2013 | Понеділок, 22:55 |
| Росія           | Перший канал                     | 28 жовтня 2014    | 01:20            |